# Noviny pod Ralskem
Noviny pod Ralskem è un comune della Repubblica Ceca facente parte del distretto di Česká Lípa, nella regione di Liberec.